# Langur de Tenasserim
El langur de Tenasserim (Trachypithecus barbei) és una espècie de primat de la família dels cercopitècids. Es troba a Myanmar i Tailàndia. No es coneix amb certesa el seu hàbitat natural, tot i que gran part de la seva distribució es compon de boscos. Probablement està amenaçat per la caça pels humans.